# Saint-Front-sur-Lémance
Saint-Front-sur-Lémance település Franciaországban, Lot-et-Garonne megyében. Lakosainak száma 501 fő (2022. január 1.). Saint-Front-sur-Lémance Sauveterre-la-Lémance, Saint-Martin-le-Redon, Soturac, Blanquefort-sur-Briolance, Cuzorn és Fumel községekkel határos.

## Népesség
A település népessége az elmúlt években az alábbi módon változott:
| Lakosok száma | 749  | 637  | 631  | 570  | 552  | 542  | 530  | 518  | 516  | 501  |
|               | 1968 | 1982 | 1990 | 2006 | 2013 | 2015 | 2017 | 2019 | 2020 | 2022 |